# Heike Bollig
Heike Bollig (* 19. Dezember 1973 in Karlsruhe) ist eine deutsche Künstlerin.

## Leben
Nach einer Lehre als Holzbildhauerin an der Berufsfachschule für Schreinerei und Holzbildhauerei in Berchtesgaden studierte Bollig von 1997 bis 2004 Bildhauerei an der Akademie der Bildenden Künste München sowie an der Staatlichen Hochschule für Gestaltung Karlsruhe. Sie legte 2003 das erste Staatsexamen in Kunstpädagogik ab und erhielt 2004 ihr Diplom als Meisterschülerin von Asta Gröting und Jürgen Drescher. Seit 2004 lebt sie in Berlin. Zwischen 2011 und 2014 lehrte Bollig an der Hochschule für Künste Bremen und der Hochschule für bildende Künste Hamburg. Neben ihrer künstlerischen Arbeit ist sie als Kunstvermittlerin tätig.
Heike Bollig ist die Enkelin des anthroposophischen Pädagogen und NS-Widerstandskämpfers Hubert Bollig.

## Werk
Bolligs künstlerisches Werk umfasst Skulpturen, Installationen, Fotografien sowie Aktionen im öffentlichen Raum. Sie arbeitet an Langzeitprojekten, in denen sie sich mit materieller Kultur, Handwerk und Parallelökonomien beschäftigt. Internationale Aufmerksamkeit erlangte sie mit dem Projekt Errors in Production, das sich Fehlern in der industriellen Produktion widmet.

## Auszeichnungen (Auswahl)
- 2005: DAAD-Stipendium Frankreich
- 2005: Stipendium der Kunststiftung Baden-Württemberg
- 2008: IASPIS (International Artists Studio Program in Stockholm)
- 2010: Arbeitsstipendium der Kulturstiftung Rheinland-Pfalz im Künstlerhaus Schloss Balmoral
- 2014: Arbeitsstipendium der Stiftung Künstlerdorf Schöppingen
- 2016: Arbeitsstipendium des Berliner Senats in der Cité Internationale des Arts Paris
- 2022: Neustart Kultur Projektförderung, Bundesverband Bildender Künstlerinnen und Künstler
- 2023: NeustartPlus-Stipendium, Stiftung Kunstfonds, Bonn

## Ausstellungen (Auswahl)

### Einzelausstellungen und Aktionen
- 2006: Kunststiftung Baden-Württemberg, Stuttgart
- 2008: 2 Zimmer für den Sandwich Man, Kunstraum München[4]
- 2008: On the Spot #3, Badischer Kunstverein, Karlsruhe[5]
- 2009: Körper und Objekte, Städtische Galerie im Kornhaus, Kirchheim/Teck
- 2010: Ohne Titel (Regional Kultur), öffentliche Plakatwände, Bad Ems
- 2012: Recreatión, Museo de Arte Contemporáneo, Santiago de Chile
- 2013: Walzrute, Kunstpreis der Stadt Walldorf
- 2021: Die Dinge II, RL 16, Berlin[6][7]
- 2022: Zu verschenken, Projektraum n, Berlin[8]

### Gruppenausstellungen
- 2003: Einblicke, Haus der Kunst, München
- 2003: Real Presence, Museum des 25. Mai, Belgrad
- 2004: Deutschland sucht, Kölnischer Kunstverein[9]
- 2004: Tätig Sein, Neue Gesellschaft für Bildende Kunst, Berlin[10]
- 2007: Your Latest Trick, Fehler #1, Jet, Berlin[11]
- 2009: Optical Art from Brunswick, Kunstverein Wolfsburg[12]
- 2009: Zeigen. Eine Audiotour durch Berlin (von Karin Sander), Temporäre Kunsthalle Berlin
- 2009: Failure, Kunsthalle Exnergasse, Wien[13]
- 2012: Amateurism, Heidelberger Kunstverein[14]
- 2012: Getting it Wrong, das weisse haus, Wien[15]
- 2012: Die erklärte Ausstellung, Kunstverein Kärnten, Klagenfurt[16]
- 2012: km 500 4, Kunsthalle Mainz
- 2013: Public Abstraction, Private Construction, Kunstverein Arnsberg[17]
- 2013: Cumuli – Zum Sammeln der Dinge, L40, Berlin[18]
- 2015: Vous-avez dit bizarre?, Biennale Internationale du design de Saint-Étienne[19]
- 2016: Les rencontres de la photographie d’Arles[20]
- 2021: Day For Night, Kino Babylon, Berlin[21][22]
- 2021: Zwischen den Dingen – Künstlerische Perspektiven zur materiellen Kultur der Gegenwart, Österreichisches Museum für Volkskunde, Wien[23]
- 2023: The Space Between, CLB Galerie, Berlin[24]
- 2023: Perfectly Imperfect – Makel, Mankos und Defekte, Gewerbemuseum Winterthur[25]

## Veröffentlichungen
- Heike Bollig: On errors. Revolver Publishing|Revolver – Archiv für aktuelle Kunst, Frankfurt am Main 2007, ISBN 978-3-86588435-0.
- Heike Bollig: Formen öffentlicher Kommunikation – Heike Bollig. Badischer Kunstverein, Karlsruhe 2008.
- Heike Bollig: Ohne Titel (Regional Kultur). Künstlerhaus Schloß Balmoral, Bad Ems 2011.

## Dokumentarfilm
- Erfolgreich Scheitern. Dokumentarfilm von Constanze Griessler, Österreich 2017. Inhaltsangabe von 3sat.